# Bob Hughes
Robert Earl Hughes, detto Bob (Lennox, 15 dicembre 1930 – Arroyo Grande, 11 ottobre 2012), è stato un nuotatore e pallanuotista statunitense, che ha disputato il torneo di pallanuoto ai Giochi di Helsinki 1952 ed i Giochi di Melbourne 1956, questi ultimi, anche come nuotatore, gareggiando nei 200m rana.
Sempre nella pallanuoto, ha vinto 1 bronzo ai I Giochi panamericani ed 1 argento ai II Giochi panamericani.